# Malasia en los Juegos Paralímpicos de Atenas 2004
Malasia estuvo representada en los Juegos Paralímpicos de Atenas 2004 por un total de 19 deportistas, 15 hombres y cuatro mujeres. El equipo paralímpico malasio no obtuvo ninguna medalla en estos Juegos.